# 6064 Holašovice
A 6064 Holašovice (ideiglenes jelöléssel 1987 HE1) a Naprendszer kisbolygóövében található aszteroida. Antonín Mrkos fedezte fel 1987. április 23-án.